# Bank11
Die Bank11 für Privatkunden und Handel GmbH ist ein 2011 gegründetes deutsches Kreditinstitut mit Sitz in Neuss, welches sich auf die Absatz- und Einkaufsfinanzierung für den mittelständischen Kfz-Handel spezialisiert hat. 

## Gesellschafter
Alleiniger Gesellschafter ist die Werhahn-Gruppe mit Sitz in Neuss.

## Geschichte
Bank11 hat ihren Geschäftsbetrieb am 1. Januar 2011 aufgenommen und gehört zur Sparte Finanzdienstleistungen der Werhahn-Gruppe, ein seit mehr als 175 Jahren agierendes Familienunternehmen mit Sitz in Neuss. Im September 2013 übernahm die Bank11 das Geschäft der C&A Bank GmbH, welches als Tochtergesellschaft zunächst unter dem Namen Bank11direkt GmbH firmiert und im September 2017 mit der Bank11 für Privatkunden und Handel GmbH zur Bank11 für Privatkunden und Handel GmbH fusioniert wurde.
Seit Juni 2018 besteht zwischen der Bank11 und der ADAC Finanzdienste GmbH eine strategische Kooperation mit Fokus auf den ADAC Autokredit.